# Sidi Boumedienne
Sidi Boumedienne (fondé sous le nom de Hameau Perret) est une commune de la wilaya de Aïn Témouchent en Algérie.

## Géographie
|                   | Aïn El Arba      |                                    |
| Hammam Bou Hadjar | Sidi Boumedienne | Oued Sabah                         |
|                   | Hassasna         | Tessala (Wilaya de Sidi Bel Abbès) |